# 2621 Goto
2621 Goto è un asteroide della fascia principale del diametro medio di circa 46,53 km. Scoperto nel 1981, presenta un'orbita caratterizzata da un semiasse maggiore pari a 3,0833963 UA e da un'eccentricità di 0,1740824, inclinata di 13,03298° rispetto all'eclittica.